# Герб Кармёй
Герб Кармёй (норв. Karmøy) — опознавательно-правовой знак коммуны губернии Ругаланн в Норвегии, составленный и употребляемый в соответствии с геральдическими (гербоведческими) правилами, и являющийся официальным символом муниципального образования и символизирующий его достоинство и административное значение.
Герб Кармёй был утверждён 18 апреля 1975 года.

## Описание
Представляет собой серебряный алмаз (бриллиант) и крест на красном поле. Алмаз символизирует название Karmøy, так как остров, на котором он расположен, нерушимо защищает материк. Крест символизирует церковь Avaldsnes, которая в средневековье была королевской часовней.